# Моника Никулеску
Моника Никулеску (рум. Monica Niculescu; рођ. 25. септембар 1987. Слатина, Румунија) је румунска професионална тенисерка.
У тенису је дебитовала од 5 године. У јуниорској конкуренцији је два пута играла финалу игре парова у Вимблдону 2004. и 2005. са партнерком Марином Ераковић. Оба пута су изгубиле.
У ИТФ конкуренцији освојила је 15 турнира у појединачној и 20 у игри парова. Преласком на играње ВТА турнира није имала већег успеха. На гренд слем турнирима први пут је играла на Аустралијан опен 2008..
Тренутно се налази на 47. месту ВТА ранг листе најбољих тенисерки света у појединачној конкуреницији и 33. место у игри парова.
Од 2003. године је стални члан румунске Фед куп репрезентације.

### Пласман на ВТА листи на крају сезоне
| Година  | 2002 | 2003 | 2004 | 2005 | 2006 | 2007 | 2008 |
| Пласман | 875  | 451  | 430  | 268  | 222  | 179  | 47   |

## Резултати Монике Никупеску

### Победе у финалу појединачно (0)
Ниједна

### Порази у финалу појединачно (0)
Ниједна

### Победе у пару (0)
Ниједна

### Порази у финалу у пару (0)
Ниједна

### Учешће наГренд слемтурнирима

#### Појединачно
| Година | Аустралијан Опен | Аустралијан Опен | Ролан Гарос | Ролан Гарос     | Вимблдон | Вимблдон | Ју-Ес Опен | Ју-Ес Опен |
| ------ | ---------------- | ---------------- | ----------- | --------------- | -------- | -------- | ---------- | ---------- |
| 2008   | 1 коло           | Камиј Пен        | 1 коло      | Јелена Јанковић | -        | -        | -          | -          |

### У пару
Није играла

## Резултати уФед куп
- Детаљи фед куп профил